# Ocnogyna houlberti
Ocnogyna houlberti là một loài bướm đêm thuộc phân họ Arctiinae, họ Erebidae.